# Energetikai szakreferens

## Energetikai szakreferens foglalkoztatásának kötelezettsége
Az energiahatékonyságról szóló 2015. évi LVII. törvény végrehajtására kiadott kormányrendeletben   meghatározott energiafogyasztású vállalkozásnak legalább egy, tőle munkajogilag és társasági jogilag független energetikai szakreferenst kell igénybe vennie.
Ezek szerint, ha egy gazdálkodó szervezet energiafogyasztása átlagosan meghaladja a  400 000 kWh villamos energia, vagy 100 000 m³ földgáz, vagy 3400 GJ hőmennyiséget a tárgyévet megelőző 3 évben, akkor energetikai szakreferens alkalmazása kötelező. 
Az ebbe a körbe tartozó gazdálkodó szervezetnek ezen felül tájékoztatási kötelezettsége is van. Köteles 30 napon belül tájékoztatni a Magyar Energetikai és Közmű-szabályozási Hivatalt - természetes személy alkalmazása esetén - az energetikai szakreferens nevéről.
Ami az adatszolgáltatást illeti, a nagyvállalatoknak 2017. június 30-ig kell megfelelniük az első vállalati adatszolgáltatási kötelezettségnek az Ehat. 22 / C. § alapján, azaz már a 2016-os évre vonatkozóan el kell készíteniük az első éves jelentésüket energiafelhasználásukról és energiamegtakarításukról. A szakreferens alkalmazására kötelezett, de nem nagyvállalat gazdálkodó szervezeteknek 2018. júniusáig kell ugyanezt a feladatot elvégezniük.
A rendelkezésben „Éves jelentés” elnevezéssel szereplő kötelezettséget a gazdálkodó szervezetnek elkészítenie és ez nem egyezik meg a szakreferens által készítendő havi és éves riporttal.    
Azon nagyvállalatok, amelyek elmaradnak a 2017. júniusban történő beadással, szankciókra számíthatnak. Ennek mértéke alacsonyabb lesz, mint abban az esetben, ha a szakreferens foglalkoztatásával maradnának el
Energetikai szakreferens a vállalattól munkajogilag és társasági jogilag független természetes személy és gazdálkodó szervezet is lehet.

## Képesítési feltételek az energetikai szakreferens feladatokat ellátó természetes személyek felé
- büntetlen előélet;
- a jogszabályban meghatározott szakirányú végzettség;
- legalább 3 év, energetikai területen szerzett mérnöki szakmai gyakorlat;
- szakmai vizsga letétele.
- részvétel éves továbbképzésen részt venni és ötévente szakmai megújító vizsga letétele.

Elvárások energetikai szakreferens feladatokat ellátó gazdálkodó szervezet felé:

## Energetikai szakreferens az a gazdálkodó szervezet lehet, amellyel fent említett természetes személy
- munkaviszonyban, vagy
- munkavégzésre irányuló egyéb jogviszonyban, vagy
- társasági jogi jogviszonyban áll.

A szakreferens alkalmasságának ellenőrzése az őt foglalkoztató szervezet kötelezettsége, A MEKH auditori névjegyzéket vezet, szakreferensi jegyzéket nem, így a biztonság és további gazdasági előnyök érdekében javasolt vagy regisztrált auditort vagy auditori szervezetet megbízni a feladattal.

## Az energetikai szakreferens feladatai
Az energetikai szakreferens feladata az energiahatékonysági szemléletmód, energiahatékony magatartásminták meghonosításának elősegítése az igénybevételére köteles gazdálkodó szervezet működésében és döntéshozatalában.
- a) figyelemmel kíséri a vállalkozás energiafelhasználásának változásait, valamint az energiahatékonysági intézkedések megvalósítását,
- b) tevékenységéről e törvény végrehajtására kiadott kormányrendeletben meghatározott tartalmú és rendszerességű jelentést ad a vállalkozás számára,
- c) közreműködik a 2015. évi LVII. törvény 22/C. § szerinti jelentés elkészítésében,
- d) részt vesz a vállalkozás alkalmazottai energiahatékonysági szemléletének kialakításában.[7]